# Wilhelm Franz von Hiddessen

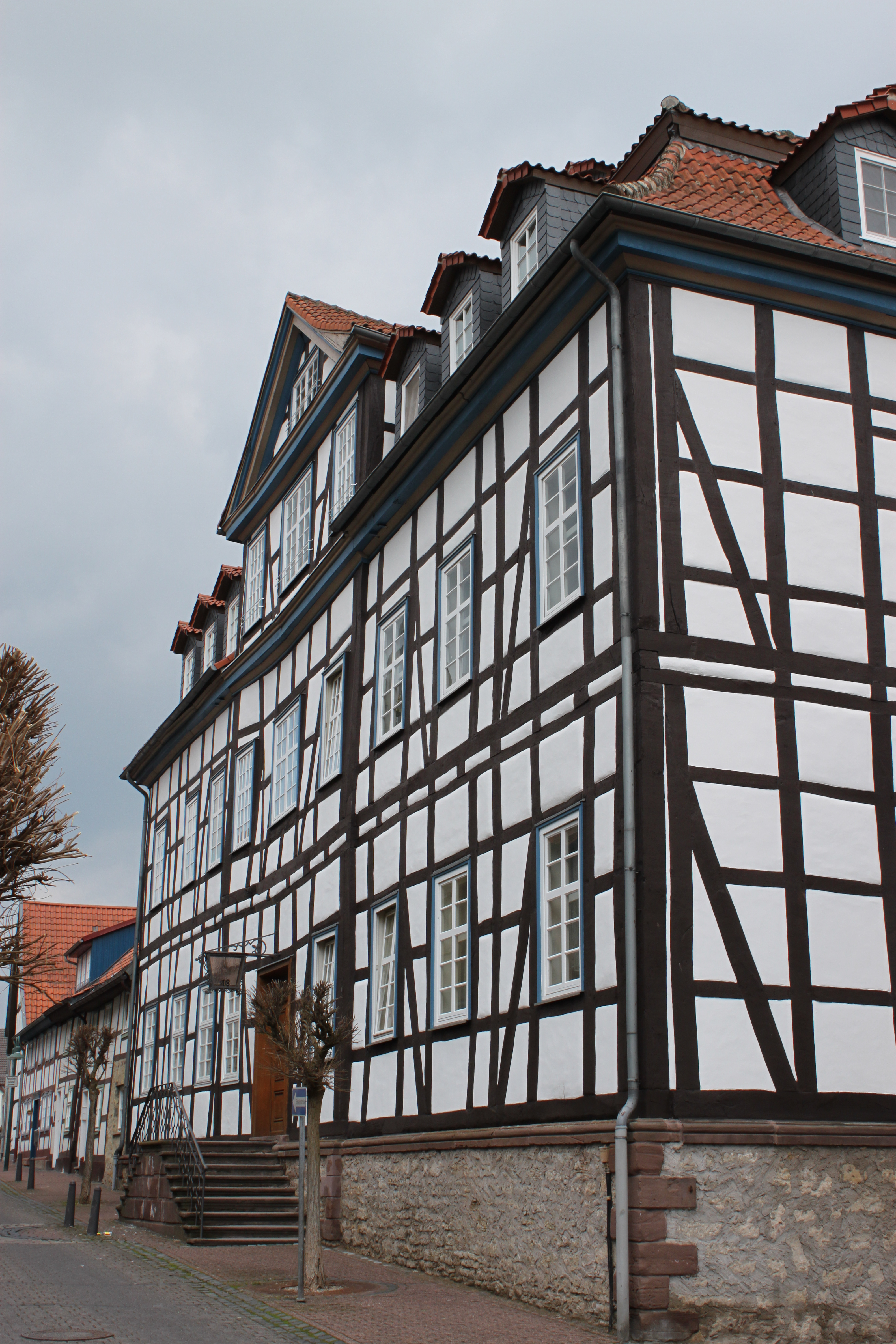
Der Hidessenhof in Warburg, 2010

Wilhelm Franziskus Joseph Xaverius von Hiddessen (* 15. Oktober 1768 in Warburg; † 31. März 1853 in Salzkotten) war Go- und Freigraf in Warburg, Mitglied der Reichsstände des Königreichs Westphalen, Bürgermeister von Warburg und Landrat des Kreises Warburg.

## Leben
Er stammte aus der alten Warburger Patrizierfamilie von Hiddessen, die in der Unterstraße ein großes Stadtpalais bewohnte. Sein Vater Petrus Ignatius von Hiddessen hatte für 700 Taler mit Genehmigung des Fürstbischofs von Paderborn das Go- und Freigrafenamt, wie das Richteramt damals hieß, für den Warburger Amtsbezirk erworben. Seine Mutter war Henriette Wüstenberg.
1787 erbte er von seinem früh verstorbenen Vater das Go- und Freigrafenamt, musste aber zunächst sein Studium abschließen. Am 19. August 1792 heiratete er in Paderborn die Kaufmannstochter Maria Vüllers, mit der er einen Sohn, Wilhelm Otto (1797–1890) und eine Tochter, Klementine (1808–1865), hatte. 1796 trat er das Amt des „Hochfürstlichen Freygrafen“ in Warburg an. Zu seinen Aufgaben gehörte auch die Rechtsaufsicht über den Warburger Stadtrat, der von ihm einberufen und bestätigt wurde und an dessen Sitzungen er teilnahm.
Nach dem Reichsdeputationshauptschluss vom 25. Februar 1803 und der Säkularisation des Hochstifts Paderborn wurde Warburg am 2. August 1803 von preußischen Truppen besetzt und von Hiddessen wurde von der neuen Regierung als Königlich-Preußischer Justiz- und Polizeidirektor für Warburg eingesetzt. Die Stadt hatte aufgrund der vorangegangenen Kriege und Plünderungen zu der Zeit nur noch 2011 Einwohner.
1807 wurde das ehemalige Hochstift Teil des Königreichs Westphalen. Von Hiddessen verstand es, schnell einen guten Kontakt zur neuen französischen Regierung aufzunehmen. König Jérôme Bonaparte ernannte ihn 1808 zum Kriegsrat und zum Kammerherrn der Königin Katharina von Württemberg. Zudem wurde er Maire (Bürgermeister) von Stadt und Kanton Warburg und Mitglied der Reichsstände des Königreichs Westphalen. Bei der plötzlichen Flucht der französischen Regierung aus Kassel nach der Völkerschlacht bei Leipzig wurde er 1813 beauftragt, Jérômes Kronschatz nach Paris zu bringen. Das wertvolle, vom Warburger Silberschmied Antonius Eisenhoit gefertigte Schützenkleinod, das er privat aus den von den Franzosen beschlagnahmten Vermögen der Gilden und Zünfte erworben hatte, gab er später der Stadt Warburg zurück.
Nach dem Wiener Kongress stellte er am 8. August 1815 ein Gesuch an den neuen Regierungspräsidenten Karl von der Horst zur Übertragung des Landratsamtes Warburg. Sie erfolgte 1816 zunächst nur kommissarisch. Am 8. April 1817 wurde er offiziell zum Königlich Preußischen Landrat des Kreises Warburg ernannt.
Nebenbei war er gleichzeitig Bürgermeister der Stadt Warburg. Die Stadt war allerdings derartig verarmt, dass nach einem von ihm angeforderten Bericht des Königlich-Preußischen Land- und Stadtgerichtes vom 11. Juni 1822 „eine ganz enorme hypothekarische Schuldenlast auf dem Grundvermögen der Mehrzahl der Untertanen lastet“ und „fast niemand mehr ohne Exekutionen Zahlung leistet“. Unter anderem musste die Stadt 1825 das ehemalige Altstädter Rathaus an Privatleute verkaufen.
Über von Hiddessens offenbar sehr eigenwillige Amtsführung als Bürgermeister und Landrat, über die er kaum Dokumente hinterließ, gab es später einige Klagen und Prozesse, in denen die Stadt Schadensansprüche geltend machte. 1830 erfolgte seine vorzeitige Entlassung aus dem Staatsdienst. Er überließ das Landratsamt seinem Sohn Wilhelm Otto von Hiddessen und erlebte noch dessen Suspendierung vom Amt 1840 und die Zwangsversteigerung des Familienvermögens 1847.
Am 31. März 1853 verstarb er in Salzkotten.